# بولحاف دیر
بولحاف دیر (به عربی: بولحاف الدیر) یک شهرداری در الجزایر است که در استان تبسه واقع شده‌است. بولحاف دیر ۱۶۸ کیلومتر مربع مساحت و ۴٬۷۴۱ نفر جمعیت دارد.